# Оплотница
Оплотница (словен. Oplotnica) је градић и управно средиште истоимене општине Оплотница, која припада Подравској регији у Републици Словенији.
По попису становништва из 2011. године, насеље Оплотница имало је 1.352 становника.